# آن ريان
آن ريان (بالإنجليزية: Anne Ryan)‏ هي رسامة أمريكية، ولدت في 20 يوليو 1889 في هوبوكين في الولايات المتحدة، وتوفيت في 1954 في موريستاون في الولايات المتحدة.